# San Felipe (Venezuela)
Pour les articles homonymes, voir San Felipe.
San Felipe est la capitale de l'État de Yaracuy au Venezuela. Autour de la ville s'articule la division territoriale et statistique de Capitale San Felipe tandis que la ville comprend également la municipalité voisine d'Independencia. Elle a été fondée en 1729 et reconstruite totalement à partir de 1812 à cause du tremblement de terre qui la détruisit entièrement. Elle est située dans la région centre-ouest du Venezuela. Elle est aujourd'hui un centre économique parmi les plus importants du Venezuela grâce à la région agricole qui l'entoure, l'une des plus riches du pays.

## Population
La population de l'aire urbaine de San Felipe était estimée à 220.786 habitants en 2007. Cette aire urbaine est composée des secteurs urbains des municipes de San Felipe (paroisses: Capital, San Javier et Albarico), d'Independencia et de Cocorote.

## Personnalité liée à la commune
- La cheffe d'orchestre Glass Marcano y est née en 1995.